# Cuba nos Jogos Olímpicos de Verão de 1980
Cuba competiu nos Jogos Olímpicos de Verão de 1980, realizados em Moscovo, União Soviética.